# Vincent Voiture

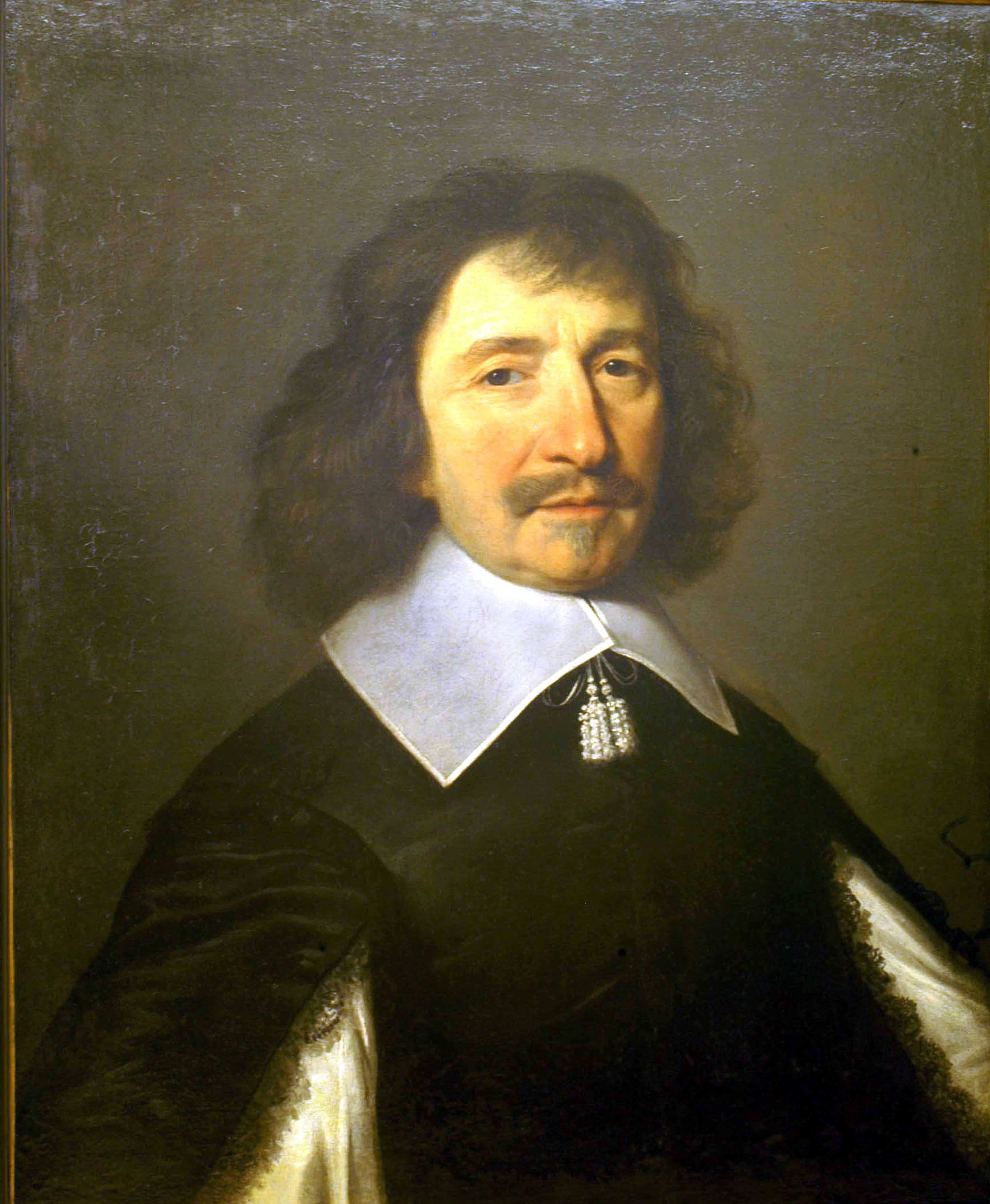
Vincent Voiture.

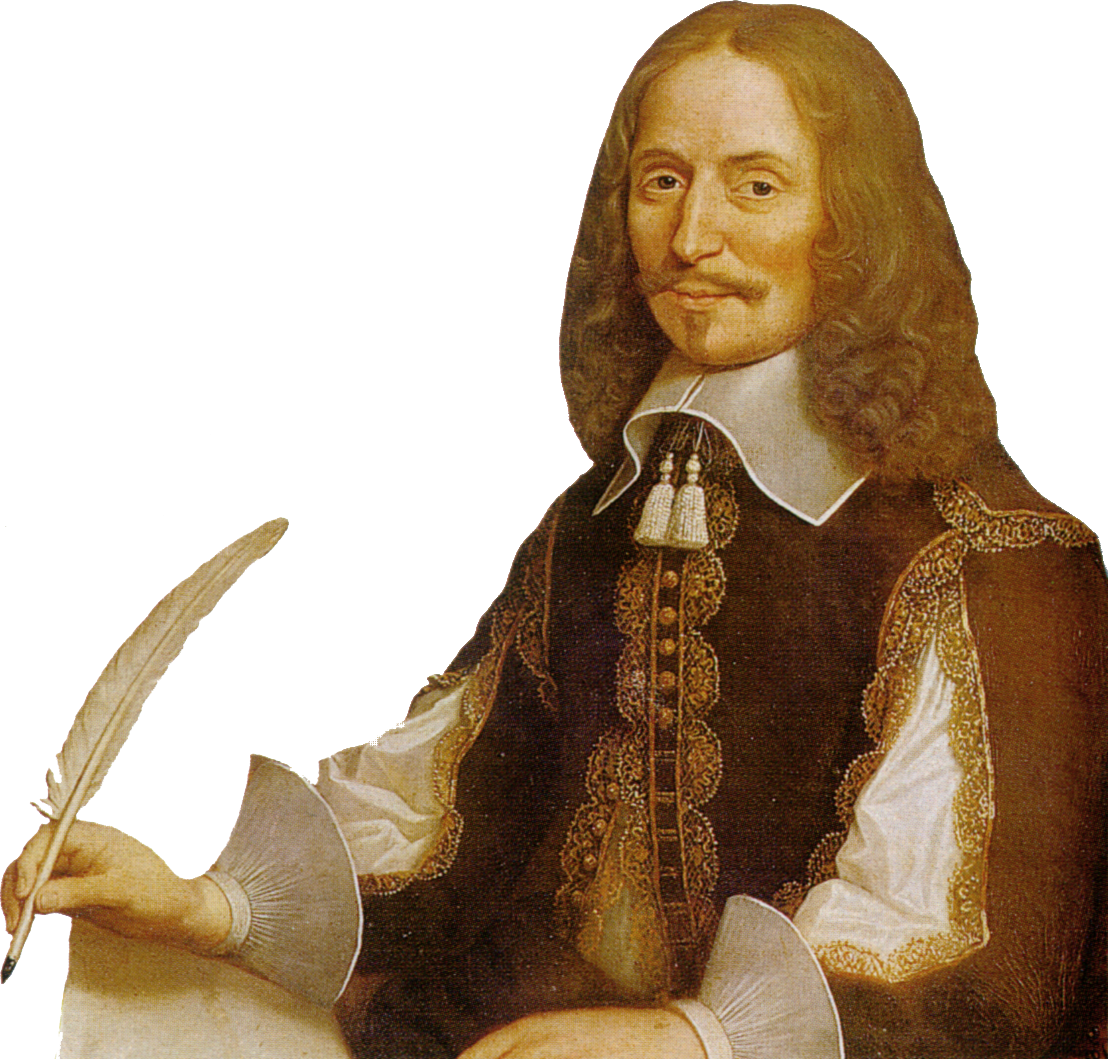
Vincent Voiture, retrato anónimo del (Le Mans, museo del Tessé).

Vincent Voiture (Amiens, 1597-París, 26 de mayo de 1648) fue un cortesano muy apreciado en los salones. Hombre mundano para quién la literatura sólo era un pasatiempo, no quiso que sus obras se publicaran en vida.
Se le consideraba muy diestro en géneros poéticos menores como la epístola. Sus escritos son representativos del período del Preciosismo. Su poesía es rebuscada, manierista y galante. Hizo que los habituales del Hôtel de Rambouillet aprendieran un lenguaje refinado y modos refinados.
En 1634, formó parte de la primera Academia Francesa.

## Obra
- Poema La Bella Madrugadora (1635)
- Carta sobre la toma de Corbie (1636)
- Carta de la carpa al lucio (1643)
- Epístola a Monseñor el Príncipe a su regreso de Alemania (1645-1648)
- Soneto de Urania (1649)
- Poesías de M. de Voiture (póstumo, 1650)
- Cartas de Voiture (póstumo, 1729)
- Cartas (edición póstuma de Ubicini, 1855)
- Poesías (2 volúmenes, edición póstuma de H. Lafay, 1971)